# Mercedes-Benz OC 500

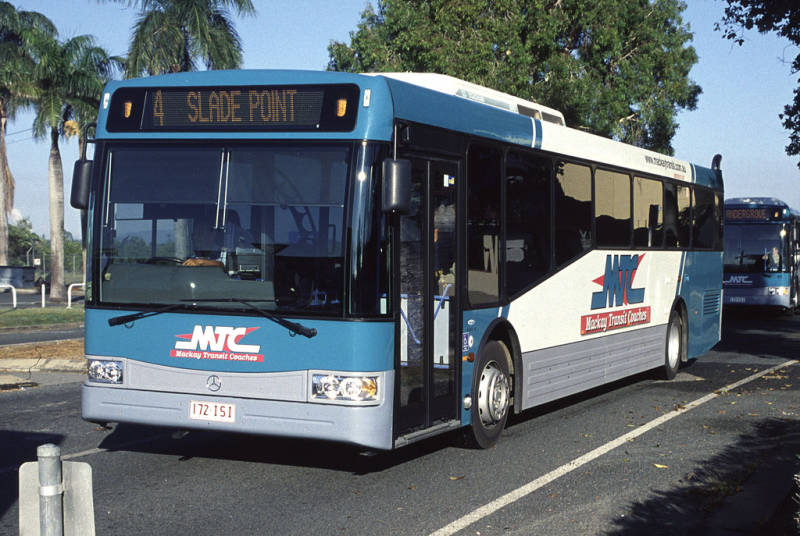

El Mercedes-Benz OC 500 es una gama de plataformas carrozables de la marca Mercedes Benz. Es fabricada en Europa por EvoBus G.m.b.H. en sus plantas de Castro-Urdiales (España), Mannheim (Alemania), y Hosdere (Turquía).

## Características
Incorpora bastantes avances tecnológicos que no recogió su antecesor O-404 como por ejemplo frenos EBS, control de tracción ASR, panel de instrumentos digitalizado, frenos de disco ventilado EBD, caja de cambios electro-neumática MB-GO 190, 210 o ZF 12 As-tronic, sistema de ventilación automática del radiador, motor de gestión electrónica OM-457LA de 12 litros y 6 cilindros que deroga una potencia máxima de entre 354 y 428 CV. Tiene 2 variantes: OC-500 con norma Euro III y OC-500RF (la serie vigente) con norma Euro IV modificable a Euro V.
En América del Sur existen unidades que incorporan ésta plataforma y se ubican en Chile, estas fueron importados directamente desde España por la empresa ALSA Chile S.A. a fines del año 2001 y poseen carrocería Noge Touring, éstos ejemplares actualmente forman parte de Pullman Bus y Tur Bus; en cuanto al resto, fueron importados los chasis para charrozado en Brasil por empresas como Marcopolo, Busscar, Comil e Irizar.
- Datos: Q11226192
- Multimedia: Mercedes-Benz OC 500 / Q11226192